# Amazing (пісня Інни)
«Amazing» (укр. «Дивовижний») — сингл румунської співачки Інни з альбому «Hot». Випущений 6 серпня 2009 лейблами «Roton» та «Ultra».

## Історія релізу
| Країна          | Дата                          | Формат                     |
| --------------- | ----------------------------- | -------------------------- |
| Франція         | 21 червня 2009                | CD-сингл                   |
| Велика Британія | 15 серпня 2009/28 серпня 2009 | Digital download/CD-сингл  |
| Німеччина       | 24 вересня 2009               | CD-сингл, digital download |